# Fejér Lipót

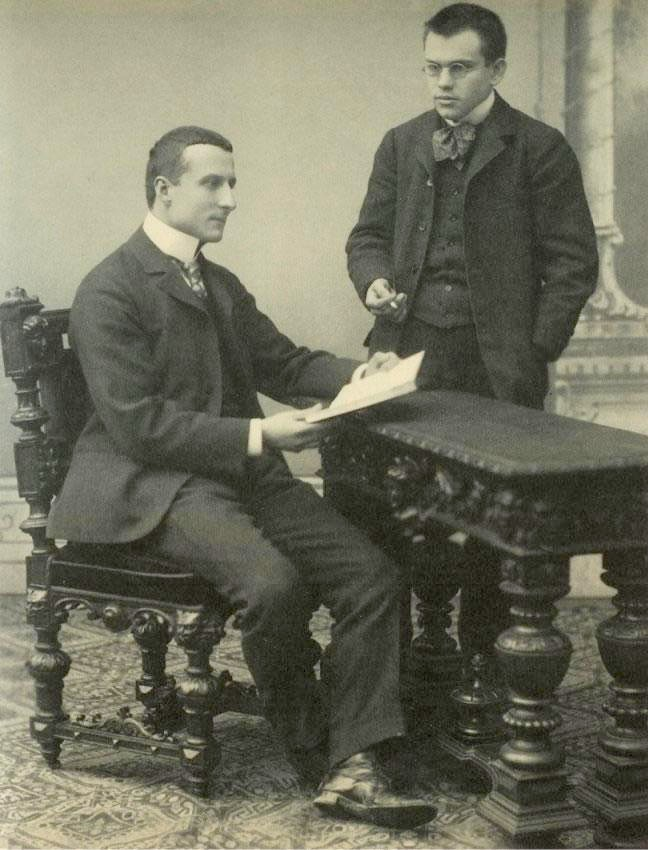
Fejér Lipót (állva) Constantin Carathéodory matematikussal 1900 körül

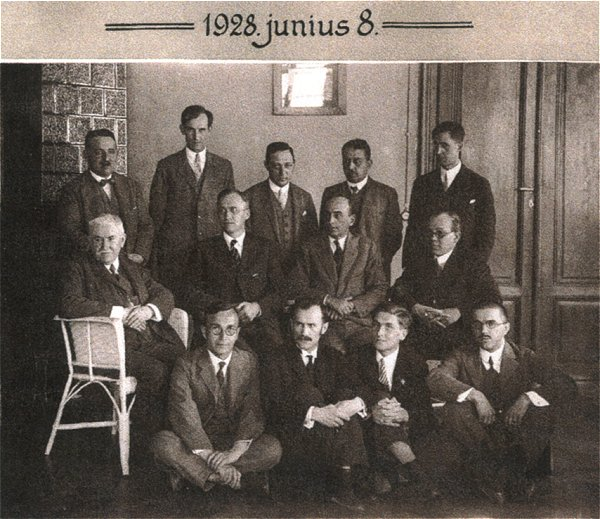
Fejér Lipót a középső sorban jobb oldalon

Fejér Lipót, születési és 1900-ig használt nevén Weisz Lipót (Pécs, 1880. február 9. – Budapest, 1959. október 15.) magyar matematikus, az MTA tagja.

## Élete
Pécsett, a Szent Mór utca 3. alatti lakásban született Weisz Samu és Goldberger Viktória fiaként, ahol családja zsidó gyökerei mélyen meghatározták korai környezetét, hiszen anyai dédapja, Nachód Sámuel orvosként szolgált, míg anyai nagyapja, Goldberger József, az első magyar–héber társalgási nyelvkönyv szerzőjeként vált ismertté. A pécsi főreálba járt, ám kezdetben rosszul teljesített, különösen a matematika bizonyult leggyengébb tantárgyának, így amikor a felfogadott korrepetitor sem tudott segíteni rajta, apja kivette az iskolából. Ekkor apja üzletében segédkezett, ahol a gyakorlati élet tapasztalatait szerezhette meg. Később mégis folytatta tanulmányait a főreálban, ahol Maksay Zsigmond lett matematikatanára, aki nem csupán megszerettette Fejérrel a matematikát, hanem gondosan ápolta addig szunnyadó tehetségét is, segítve kibontakozását a tudományok világában. Ösztönzésére (14 évesen) rendszeres olvasója és feladatmegoldója lett a KöMaL-nak, ahol 1897-ben második helyet ért el az Eötvös Matematikai Versenyen. A lap szerkesztője, Rátz László többször jelezte: „Weisz Lipót megint nagyon szép megoldást küldött”.
1897-ben érettségizett, majd apja nyomására – aki azt szerette volna, hogy Fejérből mérnök legyen, mivel úgy vélte, hogy ez a pálya biztos megélhetést nyújt – beiratkozott a Magyar Királyi József Műegyetemre. Itt Kürschák József és Kőnig Gyula előadásait hallgatta, amelyek mély benyomást tettek rá. Fél év múlva átiratkozott az egyetem ún. Egyetemes Szakosztályába, ahol matematika-fizika szakos középiskolai tanárképzés folyt, lehetővé téve számára a mélyebb elméleti ismeretek elsajátítását. Innen hamarosan a Pázmány Péter Tudományegyetem tanárképző szakára ment át, ahol Eötvös Loránd és Beke Manó voltak tanárai, akik inspirálóan hatottak rá. Harmadik egyetemi évét már Berlinben töltötte, ahol Hermann Amandus Schwarz volt mestere, aki jelentős befolyást gyakorolt gondolkodására. Schwarz az egyik előadásában azzal az elemi tétellel foglalkozott, miszerint adott hegyesszögű háromszögbe berajzolt háromszögek közül a talpponti háromszög a legkisebb kerületű, és ezt a bizonyítást 6 tükrözéssel végezte, ám Fejér az előadás végén megmutatta professzorának, hogy ez a bizonyítás 2 tükrözéssel is elérhető, demonstrálva korai zsenialitását. Ugyancsak Schwarz előadásain ismerkedett meg a Fourier-sorok problémájával, amely professzora szerint megoldhatatlan volt, ám Fejér nem így gondolta, és ez a kihívás motiválta későbbi kutatásait. 1900-ban a Francia Tudományos Akadémia lapjában, a Comptes Rendus-ben tette közé a Fourier-sorok lezártnak hitt elméletének továbbfejlesztéséről, új összegzési eljárásáról szóló tanulmányát (lásd Fejér-tétel), amely alapozta meg nemzetközi hírnevét, s Henri Poincaré ekkor figyelt fel rá, elismerve úttörő hozzájárulását. Valamikor 1900 körül a nevét Fejér Lipótra változtatta, ezzel is kifejezve kötődését a magyar kultúrához. 1902-ben bölcsészdoktori oklevelet szerzett a Fourier-sorok dolgozatával, amely doktori értekezéseként szolgált.
Ezután Göttingenbe ment, ahol David Hilbert előadásait hallgatta, amelyek tovább gazdagították matematikai látásmódját. Hazatért, s itthon a Pázmány Péter Tudományegyetemen kapott munkát, mint repetitor (gyakorlatvezető), ahol lehetősége nyílt közvetlenül részt venni az oktatásban. Fizetést viszont – mivel ez a munka nem számított rendes állásnak – nem kapott, így elfogadta Farkas Gyula, a kolozsvári Ferenc József Tudományegyetem matematikus professzorának felkérését, amely új fejezetet nyitott karrierjében. Kolozsváron az egyetem magántanára, majd 1906-ban adjunktusa lett, ahol aktívan részt vett a tudományos életben.
Bár 1911-ben a kolozsvári egyetem rendes tanárává választotta, mégis, még ebben az évben elfogadta kinevezését a budapesti Pázmány Péter Tudományegyetemre, ahol az egyik Matematikai Tanszék professzora lett, és élete végéig ott tanított, formálva generációk gondolkodását. Sokan ellenezték ezt zsidó származása miatt, de végül Eötvös Loránd közbenjárására elfogadták, aki bizalmasan közölte kollégájával, hogy Fejér valójában a Teológiai Fakultás professzorának, Fejér Ignác atyának a törvénytelen fia – így elfogadták. Élete végéig a budapesti egyetemen tanított, s olyan kiválóságok voltak tanítványai mint Neumann János, Pólya György, Erdős Pál, Turán Pál, Rényi Alfréd, Kalmár László, Riesz Marcell (Riesz Frigyes szintén matematikus testvére), Lánczos Kornél, valamint Agnes Berger, aki később biostatisztikusi professzorrá vált a Columbia Egyetemen.
Számos hazai (Corvin-koszorú, majd Kossuth-díj, 1948) és nemzetközi díjat, valamint elismerést kapott, amelyek elismerték tudományos hozzájárulásait. 1933-ban a 4 legkiválóbb európai tudós egyikeként meghívták a chicagói világkiállításra, ahol bemutatkozhatott a nemzetközi közönség előtt. A világkiállítás után 15 amerikai egyetemen tartott nagy sikerű előadás-sorozatot, amelyek tovább növelték hírnevét.
Az 1940-es években számos külföldi állásajánlatot kapott, mivel ki akarták menteni az egyre fenyegetőbb hazai politikai viszonyok közül, ahol a zsidó származása miatt egyre nagyobb veszélyben volt. Ő azonban még ekkor is ragaszkodott szülőhazájához, hűséget mutatva Magyarország iránt. Ám a nyilas hatalomátvétel (1944. október 16.) után katedrájától megfosztották, kényszernyugdíjazták, mint a nemzettől idegen elemet, ami súlyos csapást jelentett számára. A budapesti gettóba kellett volna vonulnia, de a Vöröskereszt védett Tátra utcai házába be tudta zsúfolni magát, ahol átmeneti menedéket talált. Ez a védettség nem jelenthetett sokat, mivel 1944 karácsonyán, a ház többi lakójával együtt, Fejér Lipótot is besorolták az egyik Duna-parti kivégzésre vezényelt csoportba, de végül is őt egy honvédtiszt kimentette e menetből, megmentve ezzel életét. Az átélt borzalmak csak ártottak neki, hiszen szellemi képességei saját bevallása szerint romlottak, házát lebombázták, mindene odaveszett, ami mély lelki traumát okozott. Régi barátai, korábbi tanítványai segítették pénzadományokkal és élelmiszercsomagokkal, amelyek nélkülözhetetlen támogatást nyújtottak neki a nehéz időkben. Mikor 1950-ben az Eötvös Loránd Tudományegyetemen tiszteletbeli doktorrá avatták, a következőket mondta: „Nagyrészt tanítványaimnak köszönhetem, hogy el nem pusztultam”, ezzel kifejezve háláját irántuk.
1959. október 15-én hunyt el Budapesten, ahol hosszú és termékeny életútja véget ért. Halála után Turán Pál két vaskos kötetben tette közzé életművét, biztosítva, hogy munkássága tovább éljen a tudományos közösségben.
„Kívülállónak nem lehet elmondani, hogy milyen volt Fejér Lipót. Óriás volt. Földöntúli vigasztalás a puszta lénye. Aki nem ismerte, az valamit nem tud a világról, és sohasem fogja megtudni.” (Ottlik Géza)

## Munkássága
Munkássága a matematika számos területén meghatározó jelentőségű, hiszen kutatásainak fő területei: a Fourier-sorok elmélete, az interpoláció- és a függvényelmélet, ahol úttörő eredményeket ért el. A Fourier-sorok analízisén kívül jelentős eredményeket ért el a konstruktív függvénytanban (Fejér-interpoláció és mechanikus kvadratúra) és a komplex függvénytanban, amelyek alapvetően befolyásolták a későbbi kutatásokat. A róla elnevezett Fejér-tétel a Fourier-sorok összegezhetőségére vonatkozik, és ez a tétel forradalmasította a területet. Riesz Frigyessel kidolgozta a konform leképzések alaptételének legrövidebb bizonyítását, amely a Riemann-leképezési tétel egyszerűbb megközelítését adta.
Körülötte alakult ki a világhírű Fejér-iskola (Csillag Pál, Egerváry Jenő, Erdős Pál, Fekete Mihály, Kalmár László, Lukács Ferenc, Pólya György, Riesz Marcell, Szász Ottó, Szegő Gábor, Szidon Simon, Turán Pál), amely nem csupán tanítványokat nevelt, hanem egy egész matematikai hagyományt alapozott meg Magyarországon, inspirálva a következő generációkat.

## Főbb munkái
- Sur les fonctions bornées et integrables. Comptes-Rendus des l'Académie des Sciences, 1900
- Vizsgálatok a Fourier-féle sorok köréből. Matematikai és Természettudományi Értesítő, 1902
- A folytonos függvények Fourier-féle sorának singularitásairól. Budapest: Franklin, 1910
- Hatványsorok többszörösen monoton együtthatósorozattal. Budapest: Franklin, 1936 (Különnyomat a Magyar Tudományos Akadémia Matematikai és Természettudományi Értesítőjéből)
- Approximáció interpoláció útján. Budapest, Akadémiai Nyomda, 1953 (Approximation durch Interpolation Különnyomat az Első Magyar Matematikai Kongresszus közleményeiből)
- Összegyűjtött munkái. Sajtó alá rend. és jegyz. ell. Turán Pál, Akadémiai Kiadó, Budapest, 1970. 2 db
- Kiváló tisztelettel. Fejér Lipót és a Riesz testvérek levelezése magyar matematikusokkal; összeáll. Szabó Péter Gábor; MATI, Budapest–Piliscsaba, 2011 (Magyar tudománytörténeti szemle könyvtára)

## Díjai, elismerései
- MTA Marczibányi-jutalma (1911)[6]
- MTA Marczibányi-nagyjutalma (1918)[6]
- Corvin-koszorú (1930)[6]
- Kossuth-díj (1948)[6]

## Források

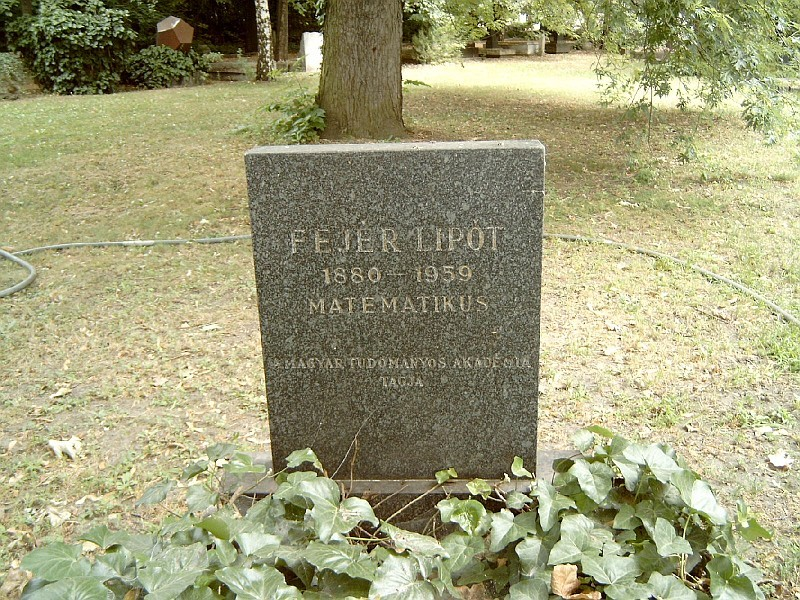
Fejér Lipót sírja Budapesten.
Kerepesi temető: 34/2-1-5.